# Hamburger Datenschutzgesellschaft
Die Hamburger Datenschutzgesellschaft e. V. (HDG) ist ein 1998 gegründeter gemeinnütziger Verein mit Sitz in Hamburg. Der Verein hat über 100 Mitglieder, unter anderen Hans Peter Bull, Hartmut Lubomierski, Peter Schaar und Hans-Hermann Schrader. 1. Vorsitzender ist der Rechtsanwalt Philipp Kramer.

## Zielsetzung
Ziel ist es, vor allem dem Bürger, Inhalt und Zweck des Schutzes ihrer Daten und damit ihres informationellen Selbstbestimmungsrechts zu vermitteln. Dazu haben sich Vertreter aus Wirtschaft, Behörden, Wissenschaft und Medien zusammengeschlossen, um mit Vorträgen und Veranstaltungen langfristige Datenschutzthemen – wie beispielsweise die Steuer-Identifikationsnummer – in die Diskussion zu bringen und Antworten zu suchen. Veranstaltungen werden unter anderem zusammen mit der Handelskammer Hamburg und dem Kommunikationsverein Hamburger Juristen durchgeführt.

## Veranstaltungen
Die HDG arbeitet bei der Ausrichtung von Veranstaltungen mit dem Hamburgischen Datenschutzbeauftragten, dem Unabhängigen Landeszentrum für Datenschutz Schleswig-Holstein (ULD), der Handelskammer Hamburg und dem Kommunikationsverein Hamburger Juristen zusammen.
Dabei werden in den ein- bis zweimal jährlich stattfindenden Veranstaltungen widerstreitende Positionen zusammengebracht mit Themen wie „Cookies? Ablehnen durch Browser oder durch Gesetz? - Folgen der Änderungen der Datenschutzrichtlinie für elektronische Kommunikation (2002/58/EG)“, „Datenschutz im 21. Jahrhundert - Eine gesellschaftspolitische Herausforderung“, „Wem gehören personenbezogene Daten“, „Datenschutz in Europa. Wie geht es weiter?“, „Identitätsmanagement im Österreichischen E-Government-System (datenschutzgerechte Identifizierung).“
Referenten waren unter anderem (2011) Alexander Alvaro, Mitglied des Europäischen Parlaments und dort innenpolitischer Sprecher der FDP; (2010) Alexander Dix, Beauftragter für Datenschutz und Informationsfreiheit Land Berlin; (2010) Michael Frieser, MdB, CDU/CSU; Konstantin von Notz, MdB, Bündnis 90/Die Grünen;  Olaf Scholz, MdB, SPD;  Stephan Thomae, MdB, FDP; (2009) Christine Hohmann-Denhardt, Verfassungsrichterin; (2006) Waltraut Kotschy, Ministerialrätin Datenschutzkommission Österreich; (2004) Peter Johan Hustinx, Europäischer Datenschutzbeauftragter; (2002) Winfried Hassemer, Vizepräsident Bundesverfassungsgericht.